# چهار شب با آنا
چهار شب با آنا (لهستانی: Cztery noce z Anną) یک فیلم درام لهستانی به کارگردانی یژی اسکولیموفسکی است که در سال ۲۰۰۸ منتشر شد. این فیلم نخستین بار در بخش دو هفته کارگردانان در شصت و یکمین دوره جشنواره فیلم کن اکران شد. پس از آن در جشنواره فیلم افق‌های تازه، جشنواره فیلم نیویورک، جشنواره بین‌المللی فیلم تورنتو، جشنواره فیلم گدنیا، جشنواره فیلم لیسبون و اشتوریل و جشنواره فیلم تریسته به نمایش درآمد.

## گزیدهٔ بازیگران
- کینگا پرایس
- یژی فدوروویچ
- ماوگوژاتا بوچکوفسکا
- ویتولد ویلینسکی
- روبرت کوشوتسکی